# Liste des interstates au Texas
Les Interstates au Texas font partie du réseau des autoroutes inter-états et sont entretenues par le Texas Department of Transportation (TxDOT). L'état compte 17 autoroutes principales et huit auxiliaires. Une autoroute principale est également planifiée pour le Texas. 

## Autoroutes principales
| Numéro       | Longueur (mi) | Longueur (km) | Terminus sud / ouest                                                                              | Terminus nord / est                                                                     | Créée    | Notes |
| ------------ | ------------- | ------------- | ------------------------------------------------------------------------------------------------- | --------------------------------------------------------------------------------------- | -------- | --- |
| I-2          | 46,80         | 75,30         | US 83 à Peñitas                                                                                   | I-69E / US 77 / US 83 à Harlingen                                                       | 2013     | |
| I-10         | 877,46        | 1 412,13      | I-10 / US 85 / US 180 à la frontière du Nouveau-Mexique à Anthony                                 | I-10 / US 90 à la frontière de la Louisiane à Orange                                    | 1959     | Plus long segment d'autoroute inter-état dans un seul état |
| I-14         | 25,90         | 41,68         | US 190 / SH 9 à Copperas Cove                                                                     | I-35 / US 190 près de Belton                                                            | 2017     | Sera prolongée vers l'est jusqu'en Louisiane |
| I-20         | 634,72        | 1 021,49      | I-10 près de Toyah                                                                                | I-20 à la frontière de la Louisiane près de Waskom                                      | 1959     | |
| I-27         | 124,18        | 199,85        | US 87 / Loop 289 à Lubbock                                                                        | I‑40 / US 60 / US 87 / US 287 à Amarillo                                                | 1968     | Sera prolongée vers Laredo (sud) et le Nouveau-Mexique (nord) |
| I-30         | 223,40        | 359,53        | I-20 à Fort Worth                                                                                 | I-30 / US 59 / US 71 à la frontière de l'Arkansas à Texarkana                           | 1959     | |
| I-35         | 407,20        | 655,32        | Fed. 85 à la frontière mexicaine à Laredo I-35E / I-35W à Denton                                  | I-35E / I-35W à Hillsboro I-35 / US 77 à la frontière de l'Oklahoma près de Gainesville | 1959     | |
| I-35E        | 96,66         | 155,55        | I-35 / I-35W à Hillsboro                                                                          | I-35 / I-35W à Denton                                                                   | 1959     | Branche est de l'I-35 passant par Dallas |
| I-35W        | 85.283        | 137.250       | I-35 / I-35E à Hillsboro                                                                          | I-35 / I-35E à Denton                                                                   | 1959     | Branche est de l'I-35 passant par Fort Worth |
| I-37         | 142,79        | 229,79        | US 181 / SH 35 à Corpus Christi                                                                   | I-35 / US 281 à San Antonio                                                             | 1959     | |
| I-40         | 177,14        | 285,08        | I-40 à la frontière du Nouveau-Mexique à Glenrio                                                  | I-40 à la frontière de l'Oklahoma près de Shamrock                                      | 1959     | |
| I-44         | 15,40         | 24,78         | US 277 / US 281 / US 287 à Wichita Falls                                                          | I-44 / US 277 / US 281 à la frontière de l'Oklahoma près de Burkburnett                 | 1982     | |
| I-45         | 284,91        | 458,52        | SH 87 à Galveston                                                                                 | I-30 / I-345 / US 67 à Dallas                                                           | 1959     | |
| I-49         | —             | —             | I-49 / US 59 / US 71 à la frontière de l'Arkansas près de Texarkana                               | I-49 à la frontière de l'Arkansas près de Texarkana                                     | proposée | Relie deux segments de l'I-49 se trouvant en Arkansas |
| I-69         | 74,90         | 120,50        | US 59 / Spur 529 à Rosenberg                                                                      | US 59 près de Cleveland                                                                 | 2011     | La route débutera à la jonction de l'I-69E / I-69W près de Victoria et reliera Tenaha en suivant la US 59 pour ensuite atteindre la frontière de la Louisiane près de Joaquin en suivant la US 84 |
| I-69C        | 18,00         | 29,00         | I-2 / US 83 / US 281 à Pharr                                                                      | US 281 / FM 490 à Edinburg                                                              | 2013     | La route suivra la US 281 jusqu'à George West, où elle se terminera à la jonction de l'I-69W |
| I-69E        | 61,10         | 98,30         | Fed. 101 / Fed. 180 à la frontière mexicaine à Brownsville US 77 / FM 2826 à La Paloma-Lost Creek | US 77 près de Raymondville I-37 / US 77 à Corpus Christi                                | 2013     | La route suivra la US 77 jusqu'à Victoria où elle prendra fin à la rencontre de l'I-69 et de l'I-69W                                                                                              |
| I-69W        | 1,40          | 2,30          | Fed. 85D à la frontière mexicaine à Laredo                                                        | I-35 / US 59 / US 83 / Loop 20 à Laredo                                                 | 2014     | La route suivra la US 59 jusqu'à Victoria où elle prendra fin à la rencontre de l'I-69 et de l'I-69E                                                                                              |
| - Non-ouvert |               |               |                                                                                                   |                                                                                         |          | |

## Autoroutes auxiliaires
| Numéro | Longueur (mi) | Longueur (km) | Terminus sud / ouest                       | Terminus nord / est                     | Créée | Notes                                                      |
| ------ | ------------- | ------------- | ------------------------------------------ | --------------------------------------- | ----- | ---------------------------------------------------------- |
| I-110  | 0,89          | 1,43          | Fed. 45 à la frontière mexicaine à El Paso | I-10 / US 54 / US 180 à El Paso         | 1967  |                                                            |
| I-169  | 1,50          | 2,40          | Port de Brownsville                        | I-69E / US 77 / US 83 à Olmito          | 2015  |                                                            |
| I-345  | 1,40          | 2,25          | I-30 / I-45 / US 67 à Dallas               | US 75 / Spur 366 à Dallas               | 1964  | Non-indiquée                                               |
| I-369  | 3,50          | 5,60          | US 59 / SH 93 / Loop 151 à Texarkana       | I-30 / US 59 à Texarkana                | 2013  | Sera prolongée en suivant la US 59 jusqu'à l'I-69 à Tenaha |
| I-410  | 49,49         | 79,64         | Route de ceinture autour de San Antonio    | Route de ceinture autour de San Antonio | 1959  |                                                            |
| I-610  | 37,97         | 61,11         | Route de ceinture autour de Houston        | Route de ceinture autour de Houston     | 1959  |                                                            |
| I-635  | 37,00         | 59,54         | I-20 à Balch Springs                       | SH 121 à Grapevine                      | 1959  | Route de ceinture partielle autour de Dallas               |
| I-820  | 35,17         | 56,61         | I-20 à Fort Worth                          | I-20 / US 287 à Fort Worth              | 1959  | Route de ceinture partielle autour de Fort Worth           |
|        |               |               |                                            |                                         |       |                                                            |